# Лукачево
Лукачево — деревня в Усть-Кубинском районе Вологодской области на реке Жуковка (Чёрная).
Входит в состав Никольского сельского поселения, с точки зрения административно-территориального деления — в Никольский сельсовет.
Расстояние по автодороге до районного центра Устья — 19 км, до центра муниципального образования Никольского — 14 км. Ближайшие населённые пункты — Андреевское, Лжево, Жуково.
По данным переписи в 2002 году постоянного населения не было.